# Mausolée Sidi Abdallah Cherif

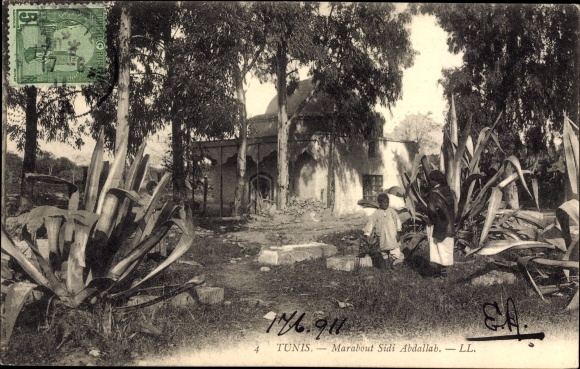
Carte postale montrant la zaouïa de Sidi Abdallah Cherif

Le mausolée Sidi Abdallah Cherif (arabe : زاوية سيدي عبد الله الشريف) est une zaouïa de la médina de Tunis ainsi qu'un monument classé selon le décret de 31 août 1999.
Elle était située près d'une porte de la médina portant le même nom avant d'être transférée sur la rue Ibn Sarraj.